# Gasthauskapelle Holzweiler

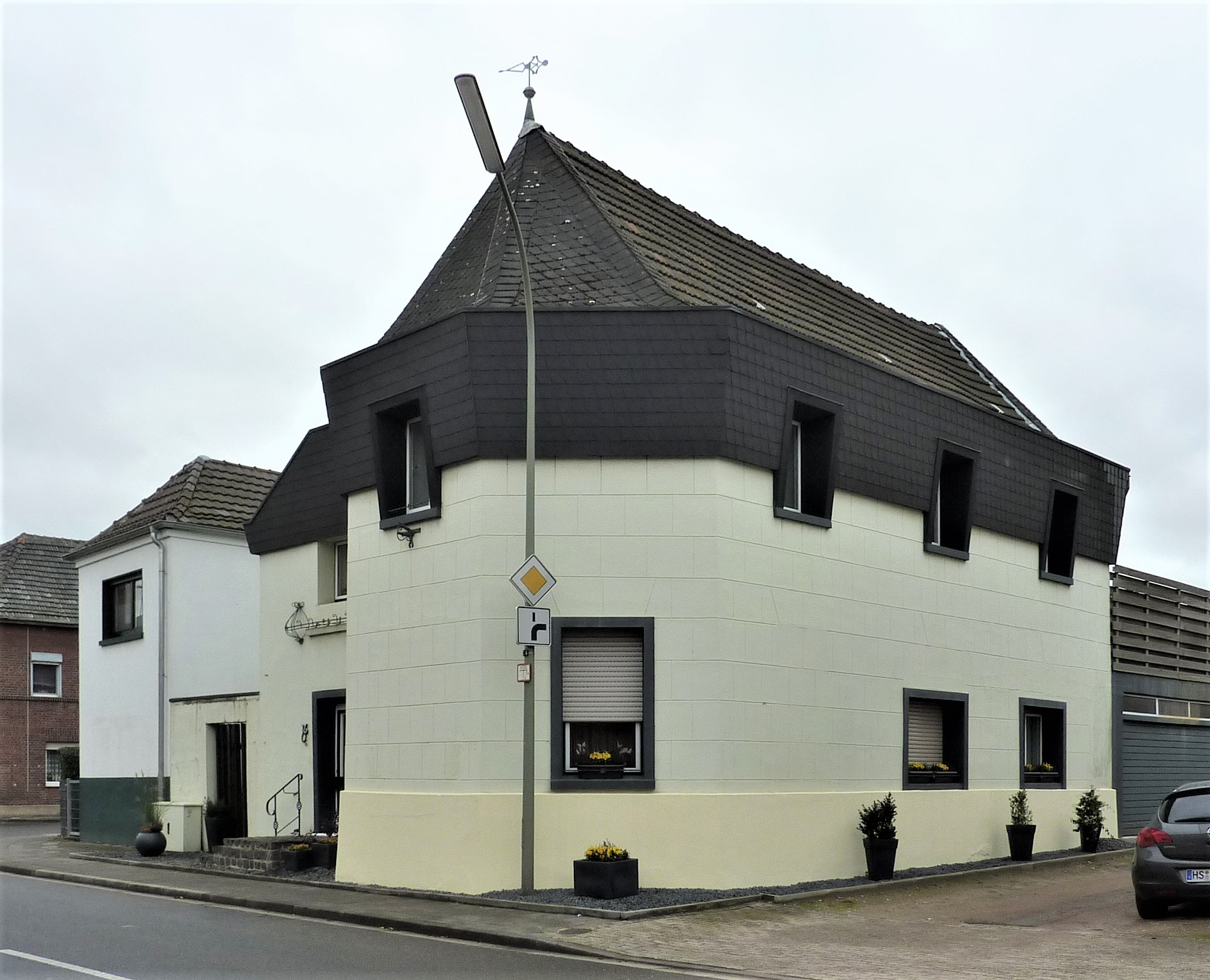
Die ehemalige Gasthauskapelle

Die Gasthauskapelle (auch: Georgiuskapelle) ist eine denkmalgeschützte frühere Hospitalskapelle in Holzweiler, einem Ortsteil von Erkelenz im Kreis Heinsberg (Nordrhein-Westfalen).

## Geschichte
Holzweilers Pfarrkirche St. Cosmas und Damian war im Mittelalter dem Stift Essen inkorporiert. Die Grafen von Jülich besaßen das Patronat über den Katharinenaltar in der Pfarrkirche und die zugehörige Gasthauskapelle. Das Gasthaus selber ist seit 1401 nachweisbar, die Glocke trug als Inschrift das Jahr 1415. 1820 wurde in der Kapelle eine Zwischendecke eingezogen und diese zum Schulhaus umgebaut. Heute dient sie als Wohngebäude. Äußerlich erkennbar ist der im Kern gotische Bau noch an dem erhaltenen dreiseitigen Chorschluss. Das Gebäude ist eingetragenes Baudenkmal in Erkelenz unter der Nummer 142.